# 서프라이너 (객차)
암트랙 서프라이너(영어: Surfliner)는 암트랙 캘리포니아의 이층 객차로 프랑스의 철도 제작사인 알스톰에서 제작했으며 2000년부터 2002년까지 도입했다. 암트랙에서 운행하는 암트랙 슈퍼라이너의 파생형 모델이다.
2015년 기준으로 운행하고 있는 노선은 퍼시픽 서프라이너이다.

## 운행 노선
- 퍼시픽 서프라이너

## 같이 보기
- 암트랙 슈퍼라이너
- 암트랙 캘리포니아카